# Rudolf Meidner
Rudolf Alfred Meidner, född 23 juni 1914 i Breslau i provinsen Schlesien (nuvarande Wrocław i Polen), död 8 december 2005 på Lidingö, Stockholms län, var en tyskfödd svensk nationalekonom, verksam vid Landsorganisationen (LO). Han var en av efterkrigstidens mest betydande ekonomer i Sverige.
Meidner utvecklade tillsammans med Gösta Rehn den så kallade Rehn–Meidner-modellen, för full sysselsättning och låg inflation. Meidner och Rehn var även upphovsmän till den solidariska lönepolitiken, det vill säga den lönepolitiska modell som drevs av LO från 1950-talets början till slutet av 1980-talet, och som var ett av fundamenten för den svenska modellen på arbetsmarknaden.
För en bredare allmänhet är Meidner känd för idén med löntagarfonder, som skulle göra arbetarna till delägare i företagen, och en lönepolitik som innebar att exportföretagen skulle vara löneledande.

## Biografi
Han var son till juris doktor Alfred Meidner och Elise Bandmann. Föräldrarna flyttade med sina barn till Sverige i april 1933 efter riksdagshusbranden i Berlin, för att undkomma nazisternas förföljelse av judar. Meidner hade då studerat juridik i sin hemstad Breslau och i Berlin under ett års tid. 1937 gifte sig Meidner med Ella Jörgenssen och 1943 blev han svensk medborgare.

### Gärning
Rudolf Meidner blev filosofie kandidat vid Stockholms högskola 1937, och disputerade 1954 med Svensk arbetsmarknad vid full sysselsättning. Åren däremellan var han bland annat amanuens vid Konjunkturinstitutet och anställd vid Ervaco. 
Han började arbeta för LO 1945 och 1954 utsågs han till chef för utredningsavdelningen. Där stannade han fram till 1966 då han blev föreståndare vid Stockholms universitets Institut för arbetsmarknadsfrågor. Mycket av tiden gick åt till administration och Rudolf vantrivdes, vilket gjorde att han 1971 återvände till LO som fri forskare. 
Tillsammans med Gösta Rehn var Meidner upphovsman till den solidariska lönepolitiken, dvs. den lönepolitiska modell som drevs av LO från 1950-talets början till slutet av 1980-talet, och som var ett av fundamenten för den svenska modellen på arbetsmarknaden.
Präglad av sin ungdoms upplevelser hade Meidner en närmast marxistisk politisk åskådning. Han ansåg att det privata ägandet "var en pistol riktad mot arbetarrörelsens tinning". Apropå Löntagarfonder hävdade Meidner:
| ”                                         | Vi vill beröva kapitalägarna deras makt, som de utövar just i kraft av sitt ägande. All erfarenhet visar att det inte räcker med inflytande och kontroll. Ägandet spelar en avgörande roll. Jag vill hänvisa till Marx och Wigforss: vi kan i grunden inte förändra samhället utan att också ändra på ägandet. | „ |
| – LO:s tidning Fackföreningsrörelsen 1975 | |   |

Efter att Allan Larsson lanserat idén om löntagarfonder, utarbetade Meidner tillsammans med Anna Hedborg det förslag som LO-kongressen ställde sig bakom 1976. Löntagarfonderna presenterades av LO Tidningen med rubriken "Med fonderna tar vi över successivt". Verklighetens löntagarfonder gick inte så långt som Meidners ursprungliga förslag. De fick statligt och inte fackligt huvudmannaskap, vilket Meidner var mycket besviken över. Han kallade fonderna för "en ynklig råtta". Som en sorts kompensation för detta erhöll han 1983, några veckor innan det nedbantade fondförslaget antogs, professors namn av regeringen Olof Palme.
Han fortsatte arbeta efter sin pensionering 1979, bland annat på Arbetslivsinstitutet, vid Vetenskapscentrum i Berlin och som gästprofessor i Wisconsin, USA. 
Han var verksam i den offentliga debatten med artiklar och böcker ända fram till sin död, bland annat i frågan om arbetslösheten som han betraktade som det moderna samhällets värsta gissel. Han var också aktiv i motståndet mot svenskt EU-medlemskap och anslutning till EMU. Meidner är begravd på Lidingö kyrkogård.